# Andreas Marschall
Andreas Marschall es un polifacético artista alemán nacido en enero del año 1961 en Karlsruhe. Comenzó su carrera en 1981 como dibujante de cómics e ilustrador de carteles de películas y portadas de libros. Tuvo un gran reconocimiento en el mundo del heavy metal como dibujante de portadas de cientos de discos de bandas tan relevantes como Blind Guardian, Stratovarius, Running Wild, Grave Digger, In Flames, Obituary, King Diamond, Kreator, Sodom, Destruction, y Hammerfall entre otras, en las que con gran detallismo refleja su interés por los mundos de fantasía.
A principios de la década de los 90 amplió sus miras profesionales trabajando de editor en cine y televisión, así como de director en más de 60 videoclips y cortometrajes. Con la banda Kreator colaboró en la creación de una película de terror-musical llamada "Hallucinative Comas".
En 2004 hizo su debut como director de cine con una película llamada Tears of Kali en la que mostró una gran devoción por el género Giallo, particular estilo de terror cultivado en la Italia de los 60 y 70. Este film gozó del reconocimiento del sector siendo premiado en el festival de cine fantástico Melies D´Argent. En 2012 presentó su película de terror Máscaras.